# Мовуазенське водосховище
Мовуазенське водосховище — водосховище в кантоні Вале , Швейцарія. Водосховище утворено Мовуазенською греблею — 250 м заввишки. Гребля наразі є восьмою за висотою у світі, і третєю арочною греблею заввишки. Була побудована в 1951—1957, і добудована на 13,5 м в 1991 році. Водосховище розташовано у верхів'ях долини Валь-де-Бань, між горами Grand Combin (4314м) и La Ruinette (3875м).